# Coupe du monde de patinage de vitesse 2013-2014
Navigation
Édition précédente Édition suivante
La coupe du monde de patinage de vitesse 2013 - 2014 est une compétition internationale qui se déroule durant la saison hivernale. La saison est rythmée par plusieurs épreuves selon les distances entre le 8 novembre 2013 à Calgary (Canada) et le 16 mars 2014 à Heerenveen  (Pays-Bas) pour la finale. La compétition est organisée par l'Union internationale de patinage.
Les différentes épreuves sont le 500 mètres, 1 000 mètres, 1 500 mètres, la longue distance 5 000/10 000 mètres et la poursuite par équipes et le mass start chez les hommes, chez les femmes les épreuves sont le 500 mètres, 1 000 mètres, 1 500 mètres, la longue distance 3 000/5 000/10 000 mètres, la poursuite par équipes et le mass start.

## Calendrier

### Hommes
| Date                             | Lieu           | Épreuve              | Vainqueur           | Second                | Troisième            |
| -------------------------------- | -------------- | -------------------- | ------------------- | --------------------- | -------------------- |
| 8 au 10 novembre 2013            | Calgary        | 500 m (1)            | Ronald Mulder       | Mo Tae-bum            | Jamie Gregg          |
| 8 au 10 novembre 2013            | Calgary        | 500 m (2)            | Tucker Fredricks    | Mo Tae-bum            | Ronald Mulder        |
| 8 au 10 novembre 2013            | Calgary        | 1000 m               | Shani Davis         | Kjeld Nuis            | Brian Hansen         |
| 8 au 10 novembre 2013            | Calgary        | 1500 m               | Koen Verweij        | Shani Davis           | Kjeld Nuis           |
| 8 au 10 novembre 2013            | Calgary        | 5000 m               | Sven Kramer         | Jorrit Bergsma        | Lee Seung-hoon       |
| 8 au 10 novembre 2013            | Calgary        | poursuite par équipe | Pays-Bas            | États-Unis            | Corée du Sud         |
| 15 au 17 novembre 2013           | Salt Lake City | 500 m (1)            | Joji Kato           | Gilmore Junio         | Michel Mulder        |
| 15 au 17 novembre 2013           | Salt Lake City | 500 m (2)            | Keiichiro Nagashima | Ronald Mulder         | Mo Tae-bum           |
| 15 au 17 novembre 2013           | Salt Lake City | 1000 m               | Shani Davis         | Kjeld Nuis            | Brian Hansen         |
| 15 au 17 novembre 2013           | Salt Lake City | 1500 m               | Shani Davis         | Brian Hansen          | Koen Verweij         |
| 15 au 17 novembre 2013           | Salt Lake City | 5000 m               | Sven Kramer         | Bob de Jong           | Jorrit Bergsma       |
| 15 au 17 novembre 2013           | Salt Lake City | poursuite par équipe | Pays-Bas            | États-Unis            | Corée du Sud         |
| 29 novembre au 1er décembre 2013 | Astana         | 500 m (1)            | Artyom Kuznetsov    | Dmitry Lobkov         | Ronald Mulder        |
| 29 novembre au 1er décembre 2013 | Astana         | 500 m (2)            | Keiichiro Nagashima | Mo Tae-bum            | Artyom Kuznetsov     |
| 29 novembre au 1er décembre 2013 | Astana         | 1000 m               | Shani Davis         | Mirko Giacomo Nenzi   | Michel Mulder        |
| 29 novembre au 1er décembre 2013 | Astana         | 1500 m               | Denis Yuskov        | Koen Verweij          | Zbigniew Brodka      |
| 29 novembre au 1er décembre 2013 | Astana         | 10000 m              | Sven Kramer         | Alexis Contin         | Patrick Beckert      |
| 6 au 8 décembre 2013             | Berlin         | 500 m (1)            | Michel Mulder       | Mo Tae-bum            | Keiichiro Nagashima  |
| 6 au 8 décembre 2013             | Berlin         | 500 m (2)            | Mo Tae-bum          | Joji Kato             | Michel Mulder        |
| 6 au 8 décembre 2013             | Berlin         | 1000 m               | Mo Tae-bum          | Michel Mulder         | Shani Davis          |
| 6 au 8 décembre 2013             | Berlin         | 1500 m               | Joey Mantia         | Zbigniew Brodka       | Denis Yuskov         |
| 6 au 8 décembre 2013             | Berlin         | 5000 m               | Jorrit Bergsma      | Jan Blokhuijsen       | Lee Seung-hoon       |
| 6 au 8 décembre 2013             | Berlin         | poursuite par équipe | Pays-Bas            | Corée du Sud          | Pologne              |
| 7 au 9 mars 2014                 | Inzell         | 500 m (1)            | Ronald Mulder       | Gilmore Junio         | Nico Ihle            |
| 7 au 9 mars 2014                 | Inzell         | 500 m (2)            | Jan Smeekens        | Nico Ihle             | Michel Mulder        |
| 7 au 9 mars 2014                 | Inzell         | 1000 m               | Shani Davis         | Stefan Groothuis      | Brian Hansen         |
| 7 au 9 mars 2014                 | Inzell         | 1500 m               | Brian Hansen        | Denny Morrison        | Koen Verweij         |
| 7 au 9 mars 2014                 | Inzell         | 5000 m               | Jorrit Bergsma      | Sverre Lunde Pedersen | Patrick Beckert      |
| 7 au 9 mars 2014                 | Inzell         | mass start           | Arjan Stroetinga    | Bart Swings           | Bob de Vries         |
| 14 au 16 mars 2013               | Heerenveen     | 500 m (1)            | Ronald Mulder       | Jan Smeekens          | Gilmore Junio        |
| 14 au 16 mars 2013               | Heerenveen     | 500 m (2)            | Jan Smeekens        | Ronald Mulder         | Michel Mulder        |
| 14 au 16 mars 2013               | Heerenveen     | 1000 m               | Denny Morrison      | Shani Davis           | Kjeld Nuis           |
| 14 au 16 mars 2013               | Heerenveen     | 1500 m               | Denis Yuskov        | Koen Verweij          | Zbigniew Brodka      |
| 14 au 16 mars 2013               | Heerenveen     | 5000 m               | Jorrit Bergsma      | Jan Blokhuijsen       | Aleksandr Rumyantsev |
| 14 au 16 mars 2013               | Heerenveen     | mass start           | Bob de Vries        | Bart Swings           | Bram Smallenbroek    |
| 14 au 16 mars 2013               | Heerenveen     | poursuite par équipe | Pays-Bas            | Pologne               | Norvège              |

### Femmes
| Date                             | Lieu           | Épreuve              | Vainqueur              | Second                   | Troisième          |
| -------------------------------- | -------------- | -------------------- | ---------------------- | ------------------------ | ------------------ |
| 8 au 10 novembre 2013            | Calgary        | 500 m (1)            | Lee Sang-hwa           | Jenny Wolf               | Wang Beixing       |
| 8 au 10 novembre 2013            | Calgary        | 500 m (2)            | Lee Sang-hwa           | Jenny Wolf               | Wang Beixing       |
| 8 au 10 novembre 2013            | Calgary        | 1000 m               | Heather Richardson     | Lotte van Beek           | Brittany Bowe      |
| 8 au 10 novembre 2013            | Calgary        | 1500 m               | Lotte van Beek         | Ireen Wüst               | Martina Sáblíková  |
| 8 au 10 novembre 2013            | Calgary        | 3000 m               | Claudia Pechstein      | Martina Sáblíková        | Ireen Wüst         |
| 8 au 10 novembre 2013            | Calgary        | poursuite par équipe | Pays-Bas               | Japon                    | Pologne            |
| 15 au 17 novembre 2013           | Salt Lake City | 500 m (1)            | Lee Sang-hwa           | Wang Beixing             | Heather Richardson |
| 15 au 17 novembre 2013           | Salt Lake City | 500 m (2)            | Lee Sang-hwa           | Heather Richardson       | Olga Fatkulina     |
| 15 au 17 novembre 2013           | Salt Lake City | 1000 m               | Brittany Bowe          | Heather Richardson       | Ireen Wüst         |
| 15 au 17 novembre 2013           | Salt Lake City | 1500 m               | Ireen Wüst             | Brittany Bowe            | Heather Richardson |
| 15 au 17 novembre 2013           | Salt Lake City | 3000 m               | Martina Sáblíková      | Claudia Pechstein        | Antoinette de Jong |
| 15 au 17 novembre 2013           | Salt Lake City | poursuite par équipe | Pays-Bas               | Canada                   | États-Unis         |
| 29 novembre au 1er décembre 2013 | Astana         | 500 m (1)            | Lee Sang-hwa           | Jenny Wolf               | Nao Kodaira        |
| 29 novembre au 1er décembre 2013 | Astana         | 500 m (2)            | Lee Sang-hwa           | Jenny Wolf               | Olga Fatkulina     |
| 29 novembre au 1er décembre 2013 | Astana         | 1000 m               | Heather Richardson     | Brittany Bowe            | Olga Fatkulina     |
| 29 novembre au 1er décembre 2013 | Astana         | 1500 m               | Brittany Bowe          | Yuliya Skokova           | Brittany Schussler |
| 29 novembre au 1er décembre 2013 | Astana         | 5000 m               | Martina Sáblíková      | Claudia Pechstein        | Yvonne Nauta       |
| 6 au 8 décembre 2013             | Berlin         | 500 m (1)            | Lee Sang-hwa           | Olga Fatkulina           | Wang Beixing       |
| 6 au 8 décembre 2013             | Berlin         | 500 m (2)            | Olga Fatkulina         | Wang Beixing             | Heather Richardson |
| 6 au 8 décembre 2013             | Berlin         | 1000 m               | Heather Richardson     | Brittany Bowe            | Olga Fatkulina     |
| 6 au 8 décembre 2013             | Berlin         | 1500 m               | Ireen Wüst             | Katarzyna Bachleda-Curus | Lotte van Beek     |
| 6 au 8 décembre 2013             | Berlin         | 3000 m               | Martina Sáblíková      | Claudia Pechstein        | Ireen Wüst         |
| 6 au 8 décembre 2013             | Berlin         | poursuite par équipe | Pays-Bas               | Pologne                  | Corée du Sud       |
| 7 au 9 mars 2014                 | Inzell         | 500 m (1)            | Heather Richardson     | Judith Hesse             | Olga Fatkulina     |
| 7 au 9 mars 2014                 | Inzell         | 500 m (2)            | Heather Richardson     | Olga Fatkulina           | Jenny Wolf         |
| 7 au 9 mars 2014                 | Inzell         | 1000 m               | Heather Richardson     | Brittany Bowe            | Olga Fatkulina     |
| 7 au 9 mars 2014                 | Inzell         | 1500 m               | Ireen Wüst             | Lotte van Beek           | Brittany Bowe      |
| 7 au 9 mars 2014                 | Inzell         | 3000 m               | Ireen Wüst             | Martina Sáblíková        | Yvonne Nauta       |
| 7 au 9 mars 2014                 | Inzell         | mass start           | Claudia Pechstein      | Janneke Ensing           | Irene Schouten     |
| 14 au 16 mars 2013               | Heerenveen     | 500 m (1)            | Olga Fatkulina         | Heather Richardson       | Nao Kodaira        |
| 14 au 16 mars 2013               | Heerenveen     | 500 m (2)            | Olga Fatkulina         | Jenny Wolf               | Heather Richardson |
| 14 au 16 mars 2013               | Heerenveen     | 1000 m               | Ireen Wüst             | Margot Boer              | Lotte van Beek     |
| 14 au 16 mars 2013               | Heerenveen     | 1500 m               | Ireen Wüst             | Lotte van Beek           | Yuliya Skokova     |
| 14 au 16 mars 2013               | Heerenveen     | 3000 m               | Annouk van der Weijden | Yvonne Nauta             | Olga Graf          |
| 14 au 16 mars 2013               | Heerenveen     | mass start           | Francesca Lollobrigida | Irene Schouten           | Ivanie Blondin     |
| 14 au 16 mars 2013               | Heerenveen     | poursuite par équipe | Pays-Bas               | Pologne                  | Japon              |

## Classement général
| Rang | Nom            | Total |
| ---- | -------------- | ----- |
| 1    | Shani Davis    | 95.50 |
| 2    | Koen Verweij   | 67.50 |
| 3    | Jorrit Bergsma | 50.00 |
| 4    | Michel Mulder  | 49.25 |
| 5    | Denis Yuskov   | 43.00 |

| Rang | Nom                | Total  |
| ---- | ------------------ | ------ |
| 1    | Heather Richardson | 108.25 |
| 2    | Ireen Wüst         | 99.00  |
| 3    | Brittany Bowe      | 82.50  |
| 4    | Olga Fatkulina     | 75.50  |
| 5    | Lotte van Beek     | 67.50  |

## Classements de chaque discipline

### 500 m
| Rang | Nom              | Points |
| ---- | ---------------- | ------ |
| 1    | Ronald Mulder    | 782    |
| 2    | Michel Mulder    | 728    |
| 3    | Jan Smeekens     | 655    |
| 4    | Mo Tae-bum       | 527    |
| 5    | Artyom Kuznetsov | 471    |

| Rang | Nom                | Points |
| ---- | ------------------ | ------ |
| 1    | Olga Fatkulina     | 960    |
| 2    | Heather Richardson | 915    |
| 3    | Jenny Wolf         | 803    |
| 4    | Lee Sang-hwa       | 700    |
| 5    | Nao Kodaira        | 637    |

### 1000 m
| Rang | Nom            | Points |
| ---- | -------------- | ------ |
| 1    | Shani Davis    | 590    |
| 2    | Denny Morrison | 344    |
| 3    | Kjeld Nuis     | 305    |
| 4    | Michel Mulder  | 300    |
| 5    | Koen Verweij   | 253    |

| Rang | Nom                | Points |
| ---- | ------------------ | ------ |
| 1    | Heather Richardson | 555    |
| 2    | Brittany Bowe      | 500    |
| 3    | Olga Fatkulina     | 352    |
| 4    | Lotte van Beek     | 313    |
| 5    | Margot Boer        | 311    |

### 1500 m
| Rang | Nom             | Points |
| ---- | --------------- | ------ |
| 1    | Koen Verweij    | 440    |
| 2    | Denis Yuskov    | 430    |
| 3    | Shani Davis     | 401    |
| 4    | Zbigniew Bródka | 386    |
| 5    | Brian Hansen    | 245    |

| Rang | Nom             | Points |
| ---- | --------------- | ------ |
| 1    | Ireen Wüst      | 530    |
| 2    | Lotte van Beek  | 430    |
| 3    | Brittany Bowe   | 389    |
| 4    | Yuliya Skokova  | 343    |
| 5    | Marrit Leenstra | 242    |

### Longue distance
| Rang | Nom                   | Points |
| ---- | --------------------- | ------ |
| 1    | Jorrit Bergsma        | 500    |
| 2    | Patrick Beckert       | 311    |
| 3    | Sven Kramer           | 300    |
| 4    | Sverre Lunde Pedersen | 265    |
| 5    | Jan Blokhuijsen       | 263    |

| Rang | Nom               | Points |
| ---- | ----------------- | ------ |
| 1    | Martina Sáblíková | 550    |
| 2    | Claudia Pechstein | 416    |
| 3    | Yvonne Nauta      | 326    |
| 4    | Olga Graf         | 274    |
| 5    | Jorien Voorhuis   | 245    |

### Poursuite par équipes
| Rang | Nom          | Points |
| ---- | ------------ | ------ |
| 1    | Pays-Bas     | 450    |
| 2    | États-Unis   | 280    |
| 3    | Norvège      | 270    |
| 4    | Pologne      | 265    |
| 5    | Corée du Sud | 220    |

| Rang | Nom          | Points |
| ---- | ------------ | ------ |
| 1    | Pays-Bas     | 450    |
| 2    | Pologne      | 315    |
| 3    | Japon        | 285    |
| 4    | Canada       | 280    |
| 5    | Corée du Sud | 160    |

### Mass start
| Rang | Nom               | Points |
| ---- | ----------------- | ------ |
| 1    | Bob de Vries      | 220    |
| 2    | Arjan Stroetinga  | 175    |
| 3    | Bart Swings       | 170    |
| 4    | Maarten Swings    | 148    |
| 5    | Bram Smallenbroek | 123    |

| Rang | Nom                    | Points |
| ---- | ---------------------- | ------ |
| 1    | Francesca Lollobrigida | 200    |
| 2    | Irene Schouten         | 190    |
| 3    | Janneke Ensing         | 155    |
| 4    | Ivanie Blondin         | 150    |
| 5    | Mariska Huisman        | 150    |